# Tour d’Aï
Tour d’Aï – szczyt w Alpach Fryburskich, części Alp Zachodnich. Leży w Szwajcarii w kantonie Vaud.